# Godzianów
Godzianów est une localité polonaise, siège de la gmina de Godzianów, située dans le powiat de Skierniewice en voïvodie de Łódź.